# Horile, Hluhiv
Horile (în ucraineană Горіле) este localitatea de reședință a comunei Horile din raionul Hluhiv, regiunea Sumî, Ucraina.

## Demografie
Componența lingvistică a localității Horile
     Ucraineană (96,55%)
     Rusă (3,45%)
Conform recensământului din 2001, majoritatea populației localității Horile era vorbitoare de ucraineană (96,55%), existând în minoritate și vorbitori de rusă (3,45%).